# Osiedle Śródmiejskie (Bielsko-Biała)

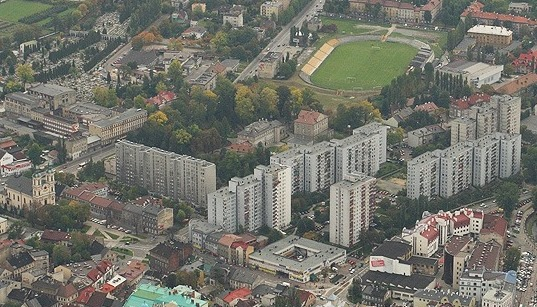
Widok na osiedle z lotu ptaka (2007)

Osiedle Śródmiejskie – osiedle mieszkaniowe położone w Bielsku-Białej, w historycznych granicach dawnego miasta Biała, na terenie jednostki pomocniczej gminy Biała Śródmieście, w obrębie ulic Broniewskiego, Dmowskiego i Kierowa. Tworzy je sześć bloków o wysokości od 11 do 15 kondygnacji wybudowanych w technologii wielkopłytowej w latach 1978–1980. Zaplecze handlowo-usługowe tworzy pawilon („Blaszak”) zlokalizowany pod adresem Stojałowskiego 44.

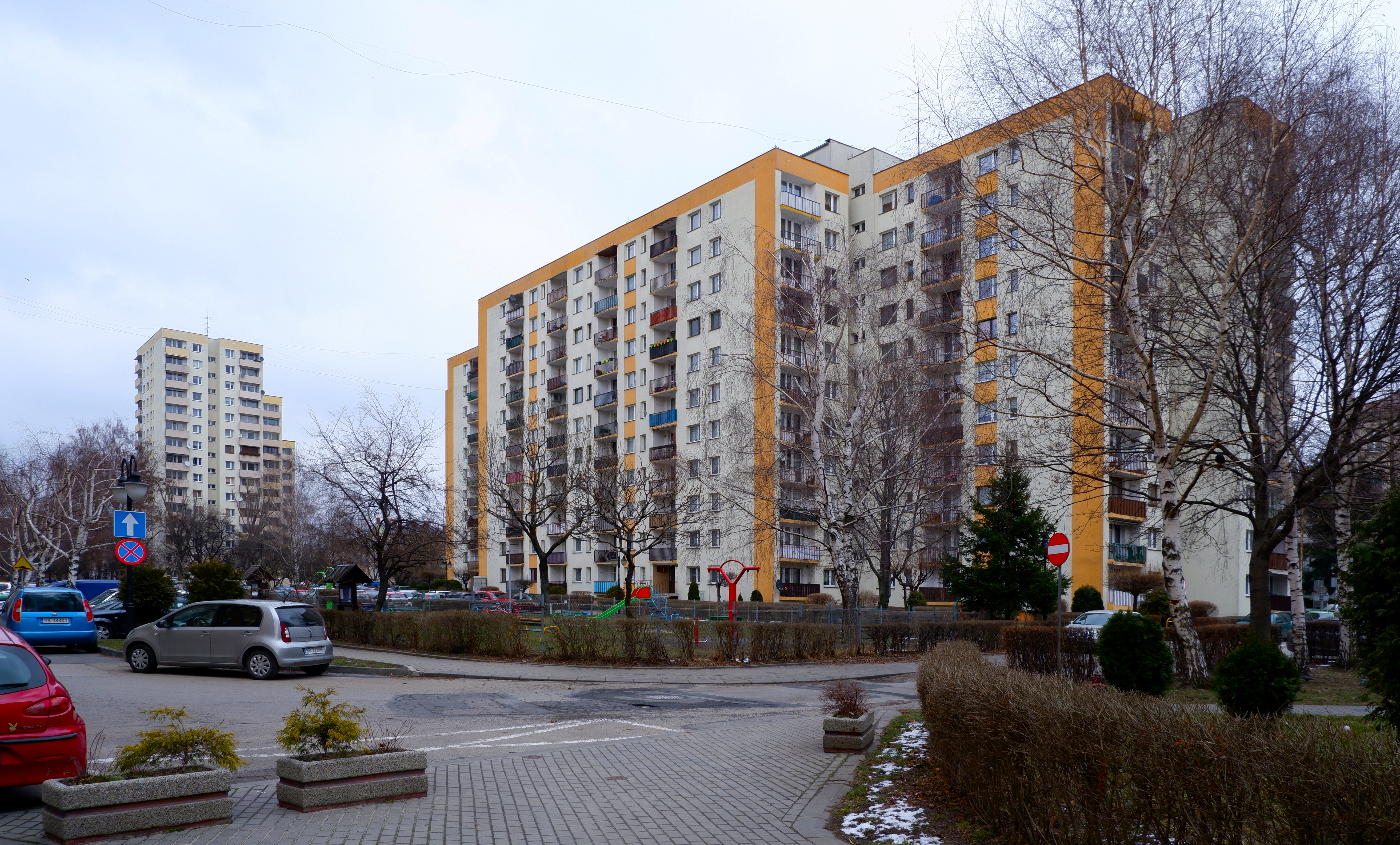
Blok pod adresem Broniewskiego 10, w głębi Broniewskiego 4 (2022)

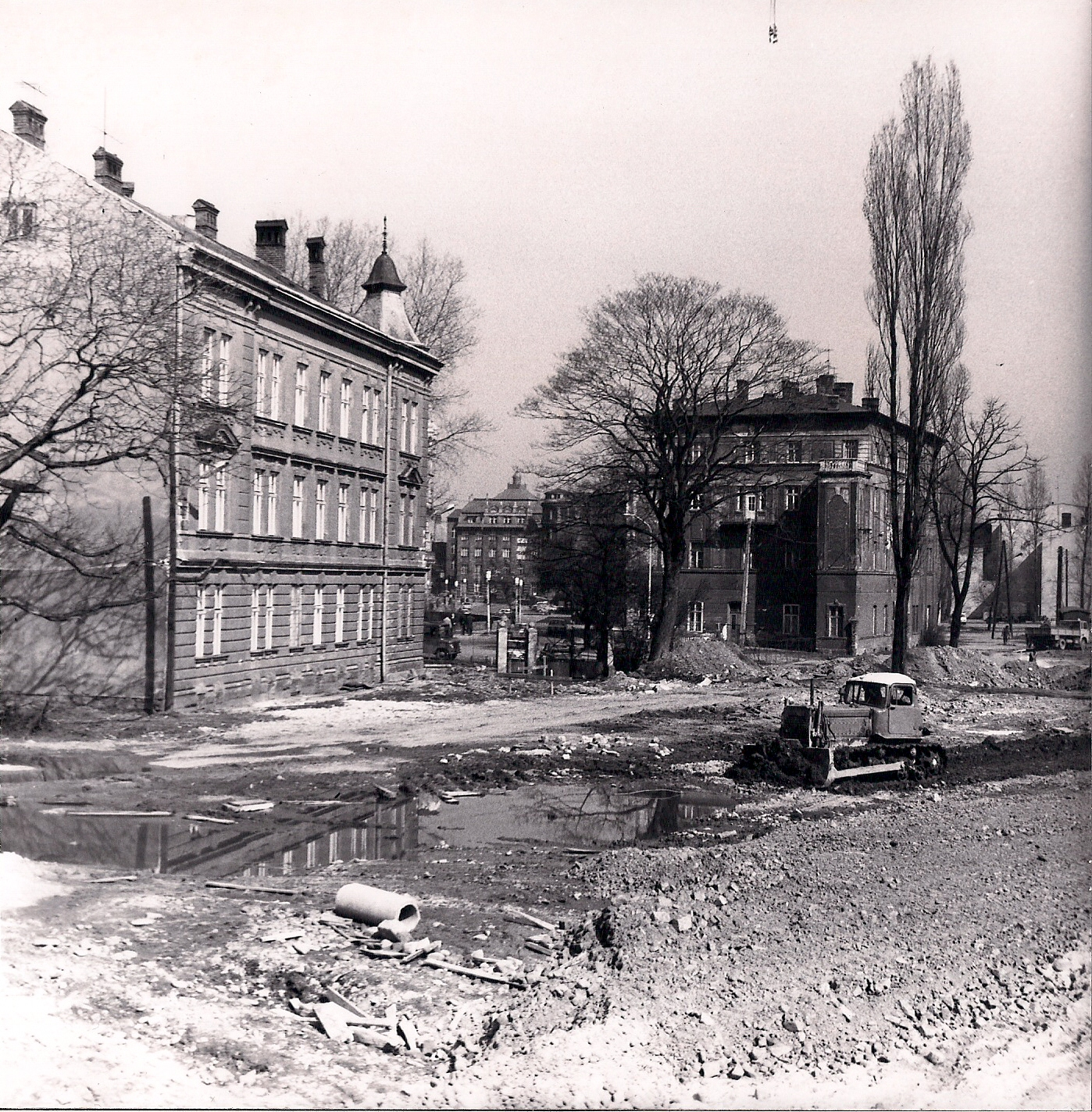
Wyburzenia pod budowę osiedla Śródmiejskiego w latach 70. XX wieku. Na pierwszym planie po lewej widoczna narożna kamienica z 1904, która istnieje do dziś, w głębi Dom Urzędniczy.

W związku z budową osiedla doszło do całkowitego przekształcenia wcześniejszego układu urbanistycznego. Zlikwidowana została niemal w całości zabudowa ulicy Buczka (noszącej do 1951 nazwę Szpitalna/Spitalgasse, częściowo koresponduje z przebiegiem dzisiejszej ulicy Dmowskiego), św. Jana (Johannesgasse), Bocznej (wcześniej Zamkowa/Schlossgasse) i część zabudowy ulicy Broniewskiego (Hettwerowej/Hettwergasse). Tworzyły ją przeważnie parterowe budynki z XIX wieku, ale także kilka okazalszych obiektów, jak Dom Urzędniczy powstały w latach 1912–1913 wskutek przebudowy starszego obiektu z lat 70. XIX wieku (współtworzącego wcześniej z sąsiednim parterowym budynkiem z 1847 szpital miejski) i rozbudowany w duchu modernizmu w latach 1924–1925. W obrębie dzisiejszego osiedla (mniej więcej na wysokości południowo-zachodniego narożnika pawilonu handlowego) znajdowała się ortodoksyjna synagoga Ahawat Tora. Zachowaną pozostałość dawnej zabudowy stanowi kamienica z 1904, pełniąca w przeszłości różne funkcje edukacyjne (Polska Krajowa Szkoła Kupiecka, Państwowa Szkoła Handlowa, Zakład Doskonalenia Zawodowego), która ma formę narożną i przypisany jest jej adres Sempołowskiej 1, pomimo że po budowie osiedla nie znajduje się już na rogu ulic, a ulica Sempołowskiej kończy się kilkadziesiąt metrów wcześniej.